# Piophila
Genre
Piophila est un genre d'insectes diptères de la famille des Piophilidae.

## Liste desespèces
- Piophila casei (Linnaeus, 1758) — Mouche du fromage
- Piophila penicillata Steyskal, 1964
- Piophila senescens Melander et Spuler, 1917